# Chirurgie estetică
Chirurgia estetică este o ramură din chirurgia plastică care are ca scop îmbunătățirea aspectului estetic a corpului uman. Acest lucru înseamnă fie corectarea unor deficiențe morfologice existente de la naștere sau dobândite ulterior, fie îndepărtarea semnelor de îmbătrânire. Intervențiile estetice solicită medicului nu doar cunoștințe medicale, ci și o înțelegere particulară a personalității pacientului. În spatele unei astfel de solicitări se află arbitrarul termen de „frumusețe”.
Intervențiile chirurgicale estetice se pot grupa în două mari categorii:
1. chirurgia estetică facială;
2. chirurgia estetică a corpului.

Statisticile arată o continuă creștere a numărul intervențiilor, în 2011 s-au efectuat peste 9,2 milioane de operații estetice în Statele Unite. Cele mai căutate intervenții de către femei sunt: mărirea de sâni, liposucția, abdominoplastia, precum și chirurgia feței (blefaroplastia și rinoplastia) și ridicarea sânilor, pentru bărbați, cele mai căutate proceduri chirurgicale sunt: liposucția, rinoplastia, blefaroplastia și ginecomastia.

## Istoric
Egiptul lasă primele însemne în raport cu rinoplastia și reconstrucția nasului, în Papirusul Edwin Smith. Era o formă de penitență, pentru răufăcatori, iar distrugerea nasului era pedeapsa cea mai populară pentru adulter. Primele înscrieri detaliate îi sunt atribuite lui Sushruta în secolul VI î.e.n., care este considerat părintele chirurgiei plastice și reparatorii și a chirurgiei în India.
În Europa se remarcă în anul 300 Oribas, medicul de la curtea Împaratului Iulian. Gasparo Tagliacozzi, profesor de anatomie și chirurgie la Universitatea din Bologna, publică un manual de chirurgie reparatorie al plăgilor de pe față. Are mai mult de 40 de pacienți, dintre care mare parte aveau răni provenite din conflictele armate și războaie. Este o lucrare de pionierat in domeniu, sunt ilustrate tehnici reparatorii și rezultatele acestora asupra pacienților după efectuarea intervențiilor chirurgicale.
Gabriele Falloppio critică abordarea lui Gasparo Tagliacozzi, și invocă destinul divin în ceea ce privește aspectul chipului, astfel ramura plastică-estetică a chirurgiei nu progresează. Branka, un doctor sicilian reîntroduce metoda lui Sushruta in Londra. Karl Ferdinand Von Graefe în 1816 este fondatorul rinoplastiei in Germania, și publică lucrarea Rhinoplastik. Lucrarea publicată conține peste 50 de cazuri detaliate, și descrie inovațiile lui in rinoplastie precum primele reconstrucții ale nasului folosind grefe de pe corpul pacientului.
Johann Friedrich Dieffenbachia face parte din primii chirurgi care folosește anestezia în rinoplastie. Este unul dintre persoanele cheie în evoluția și popularizarea chirurgiei plastice, prin lucrarea publicată in 1845, Chirurgie Operativa. Lucrarea devine fundamentală în chirurgia plasticâ și reparatorie.
În Statele Unite se remarcă Robert Weir care face prima intervenție chirurgicală endonazală.

## În România
În România chirurgia estetică este puțin cunoscută înainte de 1989 datorită regimului comunist. Apoi în prima decadă după schimbarea regimului în România, cățiva medici specializați în chirurgia plastică și reparatorie migreaza încet spre chirurgia estetică. În anul 1993, Toma Mugea deschide publicului primul cabinet particular de chirurgie estetică din România. Primele intervenții de chirurgie estetică s-au făcut demonstrativ în anul 1996 în cadrul unor workshopuri la nivel național și internațional.
În 1994, la inițiativa lui Toma T. Mugea, alături de douăzeci de asociați, a fost fondată "Societatea Română de Chirurgie Estetică". Primul președinte al SRCE a fost Valeriu Borcea. SRCE participă la evenimente importante în domeniu, fiind în parteneriat cu diverse instituții și asociații naționale cât și internaționale, precum "European Society for Laser Aesthetic Surgery (ESLAS)" și "Internațional Society of Aesthetic Plastic Surgery". La conducerea societății s-au aflat doctori recunoscuți pentru realizări semnificative în chirurgia estetică din România: Toma Mugea, Tiberiu Bratu, Dana Jianu și Carmen Giuglea. Toma T. Mugea este șef al delegației române din "Comitetul pentru Standarde Europene în Chirurgia Estetică" in 2009 și membru al bordului editorial al International "Journal of Cosmetic Surgery" din 1999. Tiberiu Bratu a înființat una dintre cele mai vechi clinici de chirurgie estetică din România, Clinica Brol în 1996. Dana Jianu fondează clinica ProEstetica, unde s-au desfășurat primele operații de implanturi mamare în 1994 și prima operație cu toxină botulinică în 1999. Carmen Giuglea este directorul clinicii Perfect Aesthetic Clinic și actualul președinte a SRCE.
În perioada 2006-2008, românii amatori de retușuri estetice au generat venituri de 40 de milioane de euro anual clinicilor de profil.
Aceasta a reprezentat o creștere de aproape șapte ori, de la șase milioane de euro.
În anul 2013, se estima că piața de chirurgie estetică are o valoare de 70 de milioane de euro, generată de 200 de doctori și de aproape 100.000 de intervenții pe an.
Toma Mugea a fost Presedintele European Association of Societies of Aesthetic Plastic Surgery (EASAPS), și organizeaza congresul aniversar în Octombrie 2017 la București. Cu un an înainte, în anul 2006, doctorul Toma Mugea organizeaza o serie de workshop-uri in Cluj-Napoca, unde sunt facute pentru prima dată în România diferite intervenții si operații estetice si anume: prima toxină botulinică a fost injectată, de Anthony Erian; primul chemical peeling facial, cu fenol a fost efectuat de Zia Sylan; prima lipoaspirație și primul adipoimplant au fost efectuate de Pierre Fournier, toate acestea in Cluj-Napoca